# 제11회 부천국제애니메이션페스티벌
제11회 부천국제애니메이션페스티벌은 2009년 11월 6일에 열린 시상식이다.

## 수상 및 후보

### 본상-PISAF대상
- 단장의 능선 - 김완진 수상

### 본상-심사위원 특별상
- 살로메 - 얀 페닝거 수상

### 본상-우수상
- 고양이 입속으로 뛰어들다 - 최진성 수상

### 본상-관객상
- 오페라타타타: 당신이 잠든사이에 - 앙투안 로타 수상

### 특별상- 관객초이스 상
- 세바스찬 부두 - 호아킨 볼드윈 수상
- 오페라타타타: 당신이 잠든사이에 - 앙투안 로타 수상
- 외로움 깊은 날에 - 알론 가쉬 수상
- 마법사놀이 - 알렉산더 폴 수상
- 정전 - 류진호 외1명 수상

### 특별상- PISAF 특별상
- 새를 따라서 - 린데 파스 수상

### 학생경쟁부문
- 고양이의 꿈 - 샬렌 린
- 누가 이기나 해보자구 - 자바소브 에이나르 외2명
- 따분한 경비로봇의 일상 - 아나이스 가이니에 외3명
- 조낸 밟아!! - 강수진
- 지각하지마 - 크리스토퍼 피론
- 참을 수 없는 네 날갯짓 - 카를로스 프라이아
- 탐 엔 제리 - 최진성
- 퉁가 퉁가 - 조준식
- 폭탄 럭비 - 알렉산드로 키모니데
- 겨울 소나타 - 이베스 구타르
- 꿈의 섬 - 아리아 타헤리
- 단장의 능선 - 김완진
- 당신은 나의 영웅 - 토비아스 빌게리
- 동지 / 윈터 솔스티스 - 첸 시
- 사색 기차 - 레오 브리들 외1명
- 쿵푸 로맨스 - 벤 호
- 푸치넬로 - 가브리엘라 메세나스
- Lullaby - 닉 화이트
- 그 여름날의 마지막 - 김두한
- 니 음료수 먹어 - 티보 피소
- 니폰-니푼 - 아우테인 에토리
- 덫 - 조니 메니스테 외3명
- 마법 경기장 - 엠마누엘 스트릭너
- 명작의 탄생비화 - 5 Directors
- 방귀뀌는 엘리베이터 - 웨이 시우 왕
- 오페라타타타: 당신이 잠든사이에 - 앙투안 로타
- 이상한 치과의 하얀이 - 박하얀
- 일장춘몽 - 가이 와이츠만
- 정의 로봇 그란디오: 발진밀화 - 시카다 미노루
- 진실한 사랑은 어디에 / 하드커버 & 종이커버 - 우리 알로님 외1명
- 천상의 다이버 - 파리 마브로이디스
- 초 간단 다이어트 - 영주 리
- 후레쉬워터 트랩 - 니콜 드 고테르
- PAPASTORY - 팀 한마리반
- 믿음 - 라우라 리
- 살로메 - 얀 페닝거
- 생명선 - 안길라 스테픈
- 손님은 왕이다 - 10 Directors
- 슈팅 스타 - 라이언 첸
- 외로움 깊은 날에 - 알론 가쉬
- 인면 고양이 - 라우르 클레망슈드 마디아
- 창공을 꿈꾸는 노화가 - 조지 모라이스 발레
- 헬리오스 - 해리 워말드
- The Lemon Tree - 안 부 외1명
- 기막힌 명중 - 웨이-티 후앙 외1명
- 날고 싶은 남자 - 수-웨이 창
- 눈알을 바꾸고 싶어 - 쉰-춘 춘안
- 마법사놀이 - 알렉산더 폴
- 세르 아미 - 피에르 아드리엔
- 세바스찬 부두 - 호아킨 볼드윈
- 아홉 개의 생명 - 보르젝스 로멩
- 어리버리 무기상 - 피터 자메스 바실레프스키
- 플라잉 맨 - 카일 스테픈
- 헤이사인 항공 - 벤자민 헨드릭스
- 목맨 자의 왈츠 - 아그네스 패트론
- 새를 따라서 - 린데 파스
- 아비수스 - 크리스틴 하니제브스키 외1명
- 인터루드 - 빈센트 프랑시
- 제 다린 언제 쯤 자랄까요 - 아뉴 쿠마르 외4명
- 춤추라! - 아담 포카
- 굿맨 - 김동희
- 천국이 어디에 있지? - 박형진
- 고양이 입속으로 뛰어들다 - 최진성
- 나는 사이몬 - 몰너르 툰데
- 나이트스케이프 - 에이크 모슬러
- 빵! - 비앙카 베네두시 아사드
- 뼈를 조각하는 남자 / 스크림샌더 - 조지 스마락디스
- 사이다 마시던 날 - 김도준
- 자유롭고 싶어! - 와타루 우에쿠사
- 쫓는 자 - 크리스 시드
- 칼 57 - 라이언 첸
- 불평 많은 여우원숭이의 푸념 / 원숭이 수용소 - 가이 블룸 외1명
- 사진찍는 남자 - 아그네스 패트론 외2명
- 웰컴 투 파라다이스 - 아드리안 마간자
- 인종 용광로 - 샤니 이 판 한 바르고
- 점핑 푸들스 - 스콧 피터스
- 즉흥연주 - 아그네스 슈브로
- 탄생 - 박기완
- 특선요리를 먹게 하는 법 - 안젤로 콜라조
- 플레이 - 정진원
- 정전 - 류진호 외1명
- March - 신영호
- The Outsider - 푸 린 잔
- Without Arms - 알렉 바쿠라

### 해외교류상영작
- 모란정 - 리우 시안
- 쿠단 - 타쿠 키무라
- 절간 도주기 - 조우 싱
- 더 캣 - 자오 잉 외1명
- 내 머리를 쏴라 / 머릿속에 - 안소니 질
- 황제의 생선가시 / 서쪽 호수의 식초물고기 - 안 수
- ET - 베노아 발지통 외3명
- 내 친구 찰리 - 줄리앙 듀발 외4명
- 그레이 하운드 - 잔 하이차오
- 개미들 - 구오 위엔위엔
- 회사원은 괴로워 - 봉 클로라 외3명
- 천국의 사다리 - 얀 보
- 오렌지 나무아래 - 팽 칭젱